# Communes de la wilaya de Laghouat
Pour les autres communes, voir Liste des communes d'Algérie.
Liste des communes de la wilaya algérienne de Laghouat par ordre alphabétique :

## Communes de la wilaya de Laghouat

Les communes de la wilaya de Laghouat selon leurs code ONS

Le tableau suivant donne la liste des communes de la wilaya de Laghouat, en précisant pour chaque commune : son code ONS, son nom, sa population et sa superficie.
| Code ONS | Commune             | Population nb. habitants | Superficie km2 |
| -------- | ------------------- | ------------------------ | -------------- |
| 0301     | Laghouat            | +144 747,                | +400,          |
| 0302     | Ksar El Hirane      | +023 841,                | +1 240,        |
| 0303     | Bennasser Benchohra | +009 621,                | +10 050,       |
| 0304     | Sidi Makhlouf       | +012 292,                | +1 420,        |
| 0305     | Hassi Delaa         | +011 204,                | +3 955,        |
| 0306     | Hassi R'Mel         | +022 133,                | +3 830,        |
| 0307     | Aïn Madhi           | +008 101,                | +1 790,        |
| 0308     | Tadjemout           | +024 320,                | +620,          |
| 0309     | Kheneg              | +010 787,                | +3 830,        |
| 0310     | Gueltat Sidi Saad   | +012 567,                |                |
| 0311     | Aïn Sidi Ali        | +010 486,                |                |
| 0312     | Beidha              | +008 761,                |                |
| 0313     | Brida               | +006 395,                | +355,          |
| 0314     | El Ghicha           | +006 079,                | +730,          |
| 0315     | Hadj Mechri         | +006 357,                |                |
| 0316     | Sebgag              | +005 981,                | +385,          |
| 0317     | Taouiala            | +003 172,                | +255,          |
| 0318     | Tadjrouna           | +004 306,                |                |
| 0319     | Aflou               | +102 025,                | +303,          |
| 0320     | El Assafia          | +005 618,                | +420,          |
| 0321     | Oued Morra          | +005 700,                | +360,          |
| 0322     | Oued M'Zi           | +003 129,                | +425,          |
| 0323     | El Houaita          | +002 789,                | +450,          |
| 0324     | Sidi Bouzid         | +005 191,                |                |